# 周之樂
周之樂（？—1598年），字樂之，號再周，山东登州衛（蓬莱县）人，明朝政治人物。

## 生平
八月二十九日生，治易经。萬曆十六年（1588年）戊子科山东鄉試第五十六名舉人，萬曆二十三年（1595年）登乙未科會試第二百十名，廷試三甲第二百四十名進士。吏部觀政，二十六年未授官而卒。